# Hymn (sång)
"Hymn" är den brittiska New romanticgruppen Ultravox's andra singel från albumet Quartet. Den låg elva veckor på englandslistan, och nådde som bäst en elfte plats. Den skrevs av bandmedlemmarna (Midge Ure, Chris Cross, Warren Cann och Billy Currie).
I musikvideon säljer de fyra bandmedlemmarna sin själ till djävulen, spelad av skådespelaren Oliver Tobias, för framgång och rikedom. Warren Cann går på bio, men drömmer egentligen om att bli skådespelare. Billy Currie försöker dela ut politiska flygblad på gatan, men alla går bara förbi honom. Midge Ure harvar i ett dåligt band på en nattklubb där ingen lyssnar. Chris Cross jobbar på kontor med att koka te. Efter att ha träffat djävulen är dock Warren Cann plötsligt filmstjärna, Billy Currie är en framgångsrik politiker, Midge Ure spelar sin musik i tv, och Chris Cross leder stormöten i stället för att koka te. I den sista scenen antyds det emellertid att framgången har sitt pris. 
Åtskilliga grupper har gjort covers på "Hymn", bl.a. Cabballero (1994), Music Instructor (1995), Edguy (1999), Tina Cousins (2004), Age Pee (2006)[källa behövs]Blutengel(2021

## Låtlista

### 7" version
1. "Hymn" - 4:24
2. "Monument" - 3:16

### 12" version
1. "Hymn" - 5:46
2. "Monument" - 3:16
3. "The Thin Wall (Live)" - 5:54